# Mount Olsen
Mount Olsen ist ein verschneiter und 635 m (nach australischen Angaben 580 m) hoher Berg auf der Insel Heard im Indischen Ozean. Er ragt 300 m östlich des Hayter Peak auf der Laurens-Halbinsel auf.
Grob kartiert ist dieser Berg erstmals auf einer Skizze des US-amerikanischen Robbenfängerkapitäns H. C. Chester aus dem Jahr 1860, der zu dieser Zeit in diesen Gewässern operierte. Wissenschaftler der Australian National Antarctic Research Expeditions (ANARE) nahmen 1948 die Vermessung und die Benennung vor. Namensgeber ist Bjarne Olsen, Erster Maat auf dem Walfänger Kidalkey, der im Januar 1929 in den Gewässern um die Insel Heard operierte.